# Le Sel de la terre (film, 1954)
Pour les articles homonymes, voir Le Sel de la terre.
Pour plus de détails, voir Fiche technique et Distribution.
Le Sel de la terre (Salt of the Earth) est un film dramatique social américain, réalisé par Herbert J. Biberman, sorti en 1954.
Produit pendant la période du maccarthysme, il a d'abord été mis sur une liste noire.
Il devint un film culte à la suite de sa réception par l'Establishment américain (politiciens, journalistes et autres syndicats). Il est l'un des premiers longs métrages à promouvoir le point de vue du féminisme social et politique. En 1992, le film est inscrit au National Film Registry.

## Synopsis
Le Sel de la terre présente l'histoire authentique de mineurs mexicano-américains de l'État du Nouveau-Mexique, aux États-Unis, luttant pour l'amélioration de leurs conditions de vie. Le conflit social est raconté par Esperanza Quintero (Rosaura Revueltas), trente-cinq ans, enceinte de son troisième enfant et mariée à Ramon, employé à la mine depuis 18 ans. Les deux revendications principales des grévistes sont l'égalité des salaires avec les ouvriers américains et la sauvegarde de la sécurité par la suppression du travail en solitaire. Les épouses des mineurs souhaiteraient inscrire une revendication supplémentaire : la fourniture d'eau chaude courante dans les maisons louées par la compagnie. L'histoire prend toutefois une tournure très différente des autres films du genre lorsque les mineurs se voient interdire par un tribunal, se conformant aux dispositions de la loi Taft-Hartley, de poursuivre la grève. C'est alors que leurs épouses et leurs filles décident, non sans quelques difficultés (la plupart des mineurs y sont initialement opposés), de tenir les piquets de grève à leur place.

## Fiche technique
Sauf indication contraire, les informations mentionnées dans cette section peuvent être confirmées par la base de données cinématographiques IMDb,  présente dans la section « Liens externes ».
- Titre : Le Sel de la terre
- Titre original : Salt of the Earth
- Réalisation : Herbert J. Biberman
- Scénario : Michael Wilson
- Musique : Sol Kaplan
- Décors : Sonja Dahl et Adolfo Barela
- Montage : Joan Laird	et Ed Spiegel
- Photographie : Leonard Stark et Stanley Meredith
- Production : Paul Jarrico
- Sociétés de production : Independent Production Corporation, The International Union of Mine, Mill and Smelter Workers
- Sociétés de distribution : Independent Productions, Procinex, MPI Home Video, Pioneer Entertainment, Alpha Video Distributors, Cobb Films, Criterion Collection, The Voyager Company
- Pays de production :  États-Unis
- Langues originales : anglais et espagnol
- Format : noir et blanc - 1,33:1 - mono - 35 mm
- Durée : 94 minutes
- Dates de sortie :  
  - États-Unis : 14 mars 1954
  - Mexique : 20 octobre 1954
  - France : 18 mars 1955

## Distribution
- Rosaura Revueltas : Esperanza Quintero / la narratrice
- Will Geer : le shérif
- David Bauer (en) (crédité sous le nom David Wolfe) : Barton
- Mervin Williams : Hartwell
- David Sarvis : Alexander
- Juan Chacón : Ramón Quintero
- Ernesto Velázquez : Charley Vidal
- Clinton Jencks (en) : Frank Barnes
- Virginia Jencks : Ruth Barnes
- E.A. Rockwell : Vance
- William Rockwell : Kimbrough

## Autour du film
- Ce film a été boycotté jusqu'en 1965[1]
- Hollywood liste rouge, réalisé par Karl Francis, sorti en 2000, retrace l'histoire du tournage de ce film dans le contexte du maccarthysme.